# تروپویه
تروپویه شهری در شمال کشور آلبانی و مرکز استانی به همین نام در نزدیکی مرز کشور کوزوو است.